# IC 132
IC 132 ist ein H-II-Gebiet und eine große Sternassoziation in der Galaxie Messier 33 im Sternbild Dreieck am nördlichen Fixsternhimmel. Das Objekt wurde am 28. Oktober 1889 von dem französischen Astronomen Guillaume Bigourdan entdeckt.